# رون يوهانسون
رون يوهانسون (بالسويدية: Rune Johansson)‏ هو لاعب هوكي الجليد سويدي، ولد في 23 أغسطس 1920 في ستوكهولم في السويد، وتوفي بنفس المكان في 30 ديسمبر 1998.

## وصلات خارجية
- رون يوهانسون على موقع EliteProspects.com (الإنجليزية)
- رون يوهانسون على موقع Eurohockey.com (الإنجليزية)
- رون يوهانسون على موقع أوليمبيديا (الإنجليزية)
- رون يوهانسون على موقع اللجنة الأولمبية السويدية (السويدية)